# نهر سولاك
سولاك (بالروسية: Сула́к)‏،(بالقموقية: Сулак (Sulak)/Къой-сув (Qoysuw))‏ (بالشيشانية: Ġoysu)‏ هو نهر يَصبُّ في مُعظم المناطق الجبلية الداخلية لداغستان شمال شرق البلاد في بحر قزوين. يتدفق هو ومعظم فروعه في الأخاديد. روافده الرئيسة من الشمال إلى الجنوب الشرقي:
- أندي كويسو  [لغات أخرى]‏ والذي يتدفق من الشمال إلى الشمال الشرقي وينضم إلى أفار كويسو ليكون نهر سولاك. يوجد عدد قليل من روافده العليا في جورجيا. وقع بالقرب من تقاطع النهرين اقتحام آحل كوح ومعركة غيمري  [لغات أخرى]‏.

- أفار كويسو والذي يتدفق إلى الشمال الشرقي للانضمام إلى أندي كويسو، مكونًا نهر سولاك. روافده العليا هي خزنور المتدفقة شمال شرق البلاد والشمال الغربي المتدفق دجورموت.

- نهر كارا كويسويتدفق إلى الشمال الشرقي وينضم إلى أفار كويسو على بعد حوالي 10 كيلومتر (6.2 ميل) شمال غرب جرجبيل. شمال جرجبيل يوجد سد وخزان إرغان. تشمل روافده العليا الطويلة كارالازوغر وتليسروخ وريسور.

- كازيكوموخ كويسو والذي يتدفق شمالًا وينضم إلى كارا كويسو في جرجبيل.

يقع حوض نهر تيريك شمال حوض نهر سولاك ويقع جنوبه حوض نهر سامور. أما في الغرب توجد قمة سلسلة جبال القوقاز الرئيسية في جبال القوقاز وإلى الشرق توجد العديد من الأنهار القصيرة التي تتدفق إلى بحر قزوين.